# 490 v.Chr.

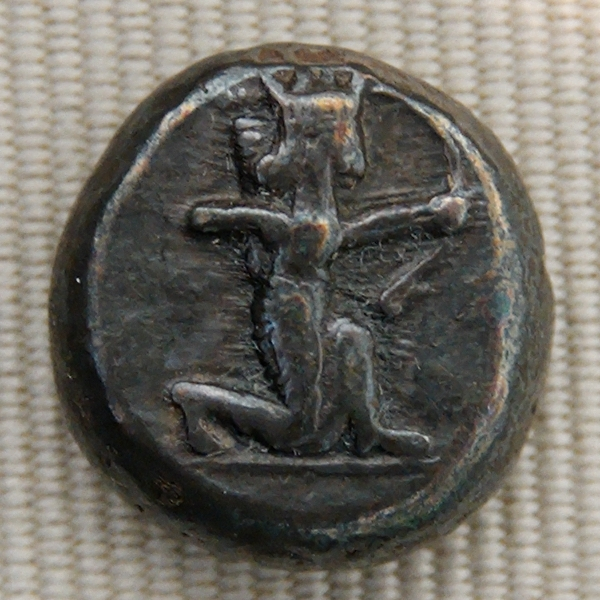
Zilveren munt van koning Darius I

Het jaar 490 v.Chr. is een jaartal in de 5e eeuw v.Chr. volgens de christelijke jaartelling.

## Gebeurtenissen

### Griekenland
- De Perzen bezetten de Cycladen en veroveren de stad Eretria op Euboea. Themistocles wordt strateeg van Athene.
- Koning Darius I begint een veldtocht tegen de Grieken, de Perzische vloot bereikt de baai van Marathon.
- Het Perzische leger (± 20.000 man) wordt verslagen door de Atheners (o.l.v. Miltiades) in de Slag bij Marathon.
- Phidippides rent van Marathon naar Athene om de tijding  van de overwinning over te brengen en valt daar dood neer.

## Geboren
- Perikles (~490 v.Chr. - ~429 v.Chr.), Atheens staatsman en veldheer
- Protagoras (~490 v.Chr. - ~420 v.Chr.), Grieks presocratisch filosoof

## Overleden
- Callimachus, Grieks veldheer
- Hippias, tiran van Athene
- Phidippides, Grieks koerier